# Nemeritis
Nemeritis är ett släkte av steklar som beskrevs av Holmgren 1860. Nemeritis ingår i familjen brokparasitsteklar.

## Dottertaxa tillNemeritis, i alfabetisk ordning[1][2]
- Nemeritis admirabilis
- Nemeritis aequalis
- Nemeritis arianensis
- Nemeritis brevicauda
- Nemeritis breviventris
- Nemeritis canaliculata
- Nemeritis caudata
- Nemeritis caudatula
- Nemeritis cingulata
- Nemeritis colossea
- Nemeritis detersa
- Nemeritis divida
- Nemeritis elegans
- Nemeritis fallax
- Nemeritis flexicauda
- Nemeritis graeca
- Nemeritis lativentris
- Nemeritis lissonotoides
- Nemeritis macrocentra
- Nemeritis macrura
- Nemeritis major
- Nemeritis minor
- Nemeritis nactor
- Nemeritis obscuripes
- Nemeritis obstructor
- Nemeritis pruni
- Nemeritis pygmaea
- Nemeritis quercicola
- Nemeritis scaposa
- Nemeritis sibinator
- Nemeritis siciliensis
- Nemeritis silvicola
- Nemeritis similis
- Nemeritis specularis
- Nemeritis stenura
- Nemeritis tuitor
- Nemeritis tunetana